# Teorema spin-estatística
O teorema spin-estatística da mecânica quântica é a demonstração teórica da descoberta empírica de que as partículas que obedecem à estatística de Fermi-Dirac (os férmions) têm spin semi-inteiro, enquanto que as partículas que obedecem a estatística de Bose-Einstein (os bósons) têm spin inteiro.

## Explicação dos conceitos
O spin é o momento angular intrínseco das partículas, não sendo associado a seus movimentos espaciais. Cada partícula tem spin ou inteiro (0, 1, 2, ...) ou semi- inteiro (1/2, 3/2, 5/2, ...), em unidades da constante reduzida de Planck ħ.
Por outro lado, cada partícula é ou férmion ou bóson. As respectivas estatísticas descrevem o comportamento coletivo das partículas indistinguíveis (idênticas): um único férmion (princípio de exclusão de Pauli), mas um número qualquer de bósons pode encontrar-se em um determinado estado quântico.
No formalismo da mecânica quântica, estes comportamentos são realizados pelo uso das funções de onda simétricas para bósons, respectivamente anti-simétricas para férmions, quando se descreve os sistemas de partículas indistinguíveis. Funções simétricas são invariantes com respeito à troca dos parâmetros de um par qualquer de partículas, enquanto que funções anti-simétricas mudam o sinal.
Exemplos de férmions são prótons, nêutrons e elétrons, exemplos de bósons são fótons e átomos hélio-4. A estatística de Bose-Einstein explica, por exemplo, a superfluidez de hélio-4 em baixas temperaturas. A estatística de Fermi explica a enorme variedade de propriedades químicas dos elementos da tabela periódica.

## Descoberta do teorema
Embora o spin e a estatística (em ambas as formas) já eram conhecidas em 1926, a primeira prova teórica da relação entre elas for elaborada apenas em 1939 e 1940 por Markus Fierz [1] e Wolfgang Pauli [2] dentro da teoria relativística de campos quânticos. Nos seguintes anos a prova foi refinada e generalizada, permanecendo ainda naquele quadro [3]-[6]. Mais recentemente esse teorema foi tambem demonstrado nos limites da mecânica quântica, relativística e não-relativstica [7].